# 头道桥镇
头道桥镇，是中华人民共和国内蒙古自治区巴彦淖尔市杭锦后旗下辖的一个乡镇级行政单位。

## 行政区划
头道桥镇下辖以下地区：
黄河社区、三角城村、联丰村、联增村、民丰村、新丰村、民建村、黄河村、挪一村、挪二村、巴市原种场村和巴市果树场村。